# Copa Uncaf 2007
La Copa de Naciones UNCAF 2007 fue la novena edición del torneo internacional de selecciones organizado por la Unión Centroamericana de Fútbol. Todos los partidos se disputaron en el Estadio Cuscatlán de San Salvador, El Salvador, entre el 8 y el 18 de febrero.

## Sede
El Estadio Cuscatlán fue la sede de la Copa Centroamericana 2007. Tiene una capacidad de 53.400 espectadores y fue inaugurado el 24 de julio de 1976. Es considerado el más grande de Centroamérica.

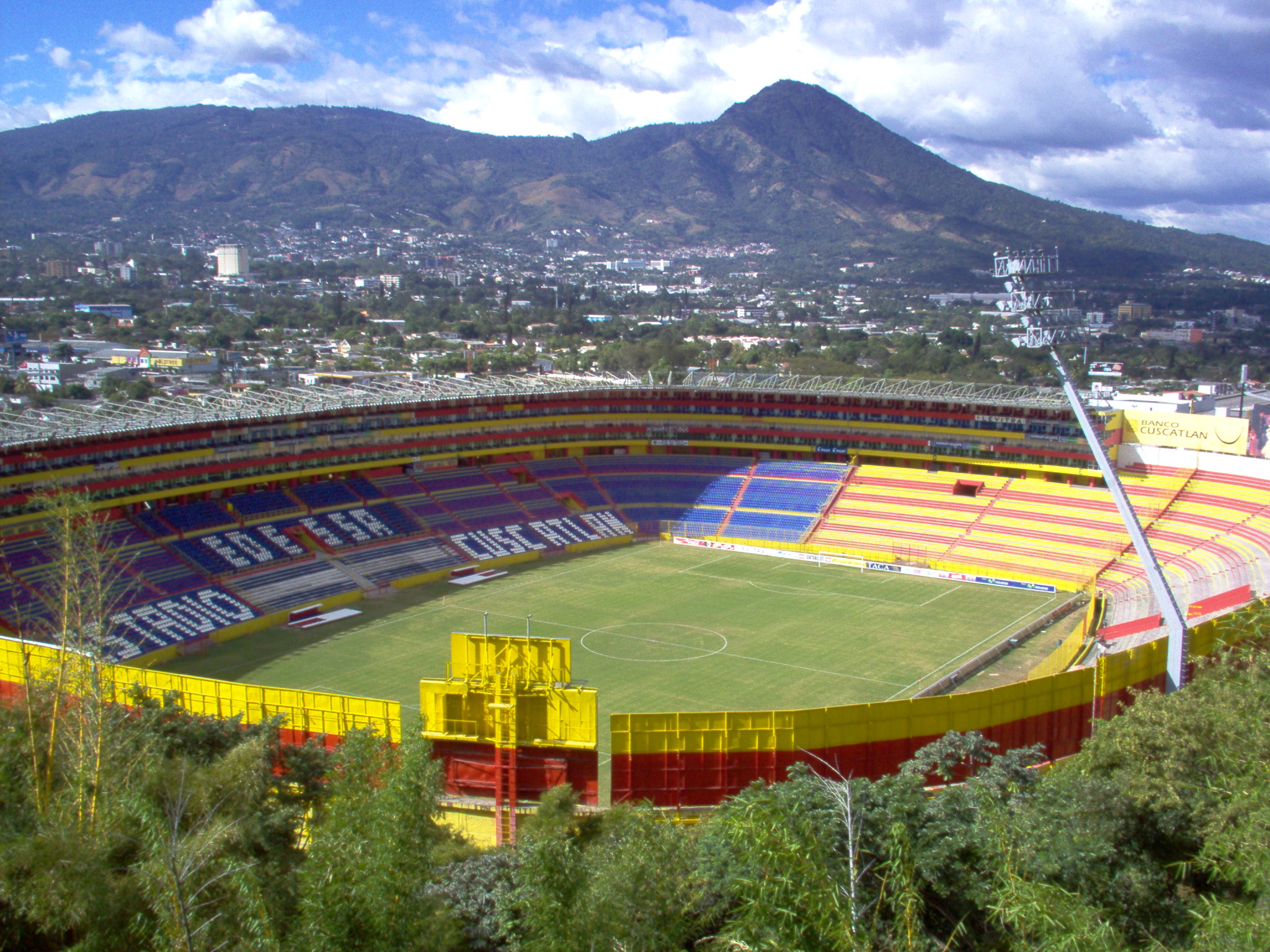
Estadio Cuscatlán

## Sistema de competición
Los siete equipos se dividen en dos grupos, uno de cuatro y otro de tres que se enfrentan entre sí. Los dos primeros de cada grupo clasifican a las semifinales, y jugarán en la Copa Oro 2007. Por su parte, los terceros de cada grupo quedarán eliminados de la disputa por el título de la Copa UNCAF, pero jugarán un partido por el quinto lugar, que dará al vencedor el quinto cupo a la Copa Oro.

## Resultados

### Primera fase

#### Grupo A
| País        | Pts | J | G | E | P | GF | GC | GD |
| ----------- | --- | - | - | - | - | -- | -- | -- |
| El Salvador | 7   | 3 | 2 | 1 | 0 | 4  | 2  | +2 |
| Guatemala   | 7   | 3 | 2 | 1 | 0 | 2  | 0  | +2 |
| Nicaragua   | 3   | 3 | 1 | 0 | 2 | 5  | 5  | 0  |
| Belice      | 0   | 3 | 0 | 0 | 3 | 3  | 7  | -4 |

| 8 de febrero de 2007 | Guatemala    | 1:0 (1:0) | Nicaragua | Estadio Cuscatlán, San Salvador |                         |
|                      | Quiñonez 29' |           |           | Árbitro(s): José Pineda         | Árbitro(s): José Pineda |

| 8 de febrero de 2007 | El Salvador                | 2:1 (1:0) | Belice        | Estadio Cuscatlán, San Salvador |                            |
|                      | Díaz 25' · Quintanilla 54' |           | Benavides 61' | Árbitro(s): Walter Quesada      | Árbitro(s): Walter Quesada |

| 10 de febrero de 2007 | Guatemala  | 1:0 (1:0) | Belice | Estadio Cuscatlán, San Salvador |                           |
|                       | Cabrera 7' |           |        | Árbitro(s): Rolando Vidal       | Árbitro(s): Rolando Vidal |

| 10 de febrero de 2007 | El Salvador         | 2:1 (1:0) | Nicaragua  | Estadio Cuscatlán, San Salvador |                              |
|                       | Quintanilla 16' 65' |           | Wilson 53' | Árbitro(s): Germán Arredondo    | Árbitro(s): Germán Arredondo |

| 12 de febrero de 2007 | Nicaragua                         | 4:2 (3:2) | Belice           | Estadio Cuscatlán, San Salvador |                            |
|                       | Palacios 12' 20' 68' · Bustos 28' |           | McCauley 25' 34' | Árbitro(s): Walter Quesada      | Árbitro(s): Walter Quesada |

| 12 de febrero de 2007 | El Salvador | 0:0 | Guatemala | Estadio Cuscatlán, San Salvador |  |
|                       |             |     |           | Árbitro(s): Benito Archundia    |  |

#### Grupo B
| País       | Pts | J | G | E | P | GF | GC | GD |
| ---------- | --- | - | - | - | - | -- | -- | -- |
| Panamá     | 4   | 2 | 1 | 1 | 0 | 2  | 1  | +1 |
| Costa Rica | 3   | 2 | 1 | 0 | 1 | 3  | 2  | +1 |
| Honduras   | 1   | 2 | 0 | 1 | 1 | 2  | 4  | -2 |

| 9 de febrero de 2007 | Costa Rica                    | 3:1 (1:0) | Honduras        | Estadio Cuscatlán, San Salvador |                              |
|                      | Fonseca 4' 70' · González 46' |           | E. Martínez 59' | Árbitro(s): Benito Archundia    | Árbitro(s): Benito Archundia |

| 11 de febrero de 2007 | Honduras           | 1:1 (0:1) | Panamá     | Estadio Cuscatlán, San Salvador |                          |
|                       | Guardia 25' (a.g.) |           | Rivera 64' | Árbitro(s): Joel Aguilar        | Árbitro(s): Joel Aguilar |

| 13 de febrero de 2007 | Costa Rica | 0:1 (0:0) | Panamá     | Estadio Cuscatlán, San Salvador |                           |
|                       |            |           | Blanco 86' | Árbitro(s): Carlos Batres       | Árbitro(s): Carlos Batres |

### Segunda fase

#### Quinto lugar
| 15 de febrero de 2007 | Honduras                                                                               | 9:1 (5:1) | Nicaragua  | Estadio Cuscatlán, San Salvador                         |                                                         |
|                       | J. Martínez 4' · Velásquez 6' 27' 38' 39' (pen.) · S. Martínez 69' 81' 86' · Mejía 77' |           | Wilson 31' | Asistencia: 1.000 espectadores Árbitro(s): Joel Aguilar | Asistencia: 1.000 espectadores Árbitro(s): Joel Aguilar |

#### Semifinales
| 16 de febrero de 2007 | Panamá                          | 2:0 (0:0) | Guatemala | Estadio Cuscatlán, San Salvador                              |                                                              |
|                       | Phillips 50' · Baloy 90' (pen.) |           |           | Asistencia: 10.000 espectadores Árbitro(s): Germán Arredondo | Asistencia: 10.000 espectadores Árbitro(s): Germán Arredondo |

| 16 de febrero de 2007 | El Salvador | 0:2 (0:2) | Costa Rica                | Estadio Cuscatlán, San Salvador |                              |
|                       |             |           | Wallace 10' · Fonseca 12' | Árbitro(s): Benito Archundia    | Árbitro(s): Benito Archundia |

#### Tercer lugar
| 18 de febrero de 2007 | El Salvador | 0:1 (0:0) | Guatemala     | Estadio Cuscatlán, San Salvador |                            |
|                       |             |           | Albizuris 81' | Árbitro(s): Walter Quesada      | Árbitro(s): Walter Quesada |

#### Final
| 18 de febrero de 2007 | Costa Rica                                | 1:1 (0:1) (4:1 p.)         | Panamá                    | Estadio Cuscatlán, San Salvador |                           |
|                       | Bernard 85'                               |                            | Tejada 36'                | Árbitro(s): Carlos Batres       | Árbitro(s): Carlos Batres |
|                       |                                           | Tiros desde el punto penal |                           |                                 |                           |
|                       | Centeno · Fonseca · Hernández · Barrantes |                            | Baloy · Herrera · Escobar |                                 |                           |

## Campeón
| Campeón Costa Rica |
| Sexto título       |

## Clasificados
| Costa Rica | Panamá | Guatemala | El Salvador | Honduras |
| ---------- | ------ | --------- | ----------- | -------- |

## Goleadores
| Jugador            | Selección   | Goles |
| ------------------ | ----------- | ----- |
| Wilmer Velásquez   | Honduras    | 4     |
| Rolando Fonseca    | Costa Rica  | 3     |
| Eliseo Quintanilla | El Salvador | 3     |
| Saúl Martínez      | Honduras    | 3     |
| Emilio Palacios    | Nicaragua   | 3     |